# 让德雷
让德雷（法語：Gendrey，法語發音：[ʒɑ̃dʁɛ]）是法国汝拉省的一个市镇，位于该省北部，属于多勒区。

## 地理
让德雷（47°12'18"N, 5°41'5"E）面积13.9 平方千米，位于法国勃艮第-弗朗什-孔泰大區汝拉省，该省份为法国东部内陆省份，北起上索恩省，西北接科多尔省，西临索恩-卢瓦尔省，南至安省，东与杜省和瑞士接壤。
与让德雷接壤的市镇（或旧市镇、城区）包括：乌涅、奥尔尚、奥克桑格、拉巴尔、拉旺莱多勒、卢瓦唐日、朗绍、罗曼、萨利涅、塞尔芒日、塔克塞讷。
让德雷的时区为UTC+01:00、UTC+02:00（夏令时）。

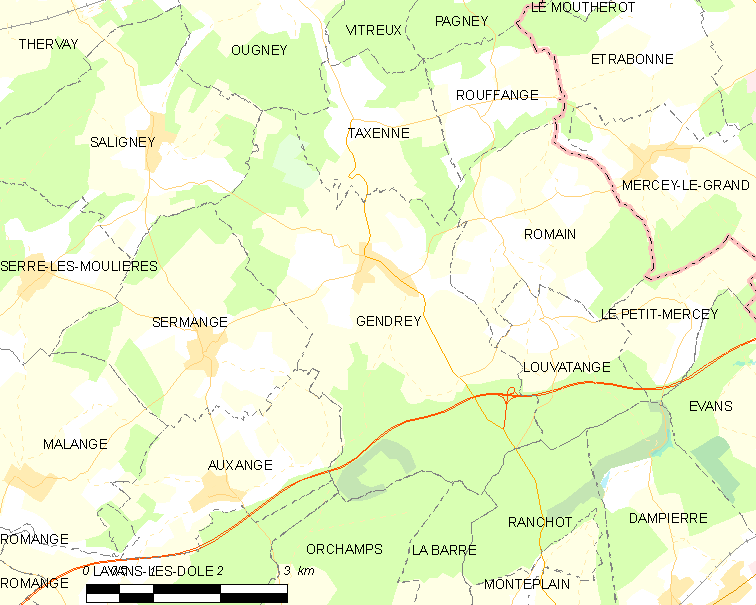
让德雷的OSM定位图

## 行政
让德雷的邮政编码为39350，INSEE市镇编码为39246。

## 政治
让德雷所属的省级选区为欧蒂姆县。

## 交通
法国国家A36号高速公路经过境内南部并设有2.1号出入口。汝拉省省道D12线、D12E1线、D36线、D236线和D238线在镇中心交汇。

## 人口

1962-2008年间让德雷人口变化图示

让德雷于2022年1月1日时的人口数量为438人。